# Bataille de Cérisoles
Vous lisez un « bon article » labellisé en 2012.
Pour les articles homonymes, voir Ceresole.
Neuvième guerre d'Italie
La bataille de Cérisoles a lieu le 14 avril 1544 lors de la neuvième guerre d'Italie près du village piémontais de Cérisoles (actuelle ville de Ceresole Alba). Elle oppose les Français, parmi lesquels le jeune Gaspard II de Coligny, commandés par François de Bourbon, comte d'Enghien, aux troupes de Charles Quint commandées par Alfonso de Ávalos, marquis del Vasto.
Les combats, d'une durée inhabituelle, se soldent par une victoire française. Toutefois, malgré les pertes infligées à l'ennemi, les Français n'exploitent pas leur avantage, alors que Milan se trouve sans défense, comme l'a indiqué Blaise de Monluc.
Le comte d'Enghien et le marquis d'Ávalos déploient leurs armées sur deux crêtes parallèles : du fait de la topographie du champ de bataille, les actions individuelles s'engagent sans réelle coordination. La bataille s'ouvre par plusieurs heures d’escarmouches et de tirs d'artillerie à l'efficacité douteuse, après quoi le marquis d'Ávalos donne l'ordre de marcher sur l'ennemi sur toute la largeur du front. Au centre, les lansquenets viennent au contact des mercenaires suisses au service de la France, et subissent d'énormes pertes. Au sud, l'infanterie piémontaise, harassée par les charges de la cavalerie française, ne se replie qu'à l'annonce que le centre allemand est enfoncé. Au nord, l'infanterie française se débande, le comte d'Enghien entreprenant une série de charges de cavalerie aussi coûteuses qu'inutiles contre les lignes austro-espagnoles, jusqu'à ce que celles-ci finissent par battre en retraite sous la menace d'enveloppement par les mercenaires suisses victorieux au centre.
Cérisoles est l'une des rares batailles rangées des dernières guerres d'Italie. Connue des historiens pour le combat à outrance qui suit le choc des arquebusiers et des piquiers au centre, elle témoigne de l'importance conservée par la cavalerie lourde dans des engagements désormais dominés par les fantassins armés d'arquebuses et de piques.
C'est par ailleurs à cette bataille qu'Imbert de La Platière, seigneur de Bourdillon (1524–1567), maréchal de France en 1564, se distingue.

## Contexte
François Ier considérant que Charles Quint a rompu la trêve d'Aigues-Mortes en léguant le Milanais à son fils Philippe, la neuvième guerre d'Italie s'ouvre sur le siège de Nice, une opération combinée franco-ottomane en août 1543 ; entretemps, les forces impériales s'ébranlent depuis la Lombardie vers Turin, abandonnée aux Français lors de la guerre précédente en 1538. Au cours de l'hiver 1543–44, les Français, menés par le capitaine Guigues Guiffrey, seigneur de Boutières, et les Impériaux du marquis d'Àvalos arrivent à une paix armée dans le Piémont. Les positions françaises, centrées autour de Turin, sont bornées par quelques places fortes : Pignerol, Carmagnole, Savillan, Suse, Moncalieri, Villeneuve d'Aste, Chivas, et quelques autres ; Ávalos, de son côté, contrôle plusieurs forteresses alentour : Mondovì, Asti, Casal, Verceil, et Ivrée. Les deux armées attaquent mutuellement leurs places frontières ; Boutières s'empare ainsi de San Germano Vercellese, près de Verceil, et met le siège devant Ivrée ; Ávalos prend Carignan, à 23 km seulement au sud de Turin, et entreprend d'y loger une garnison et d'en renforcer les fortifications.

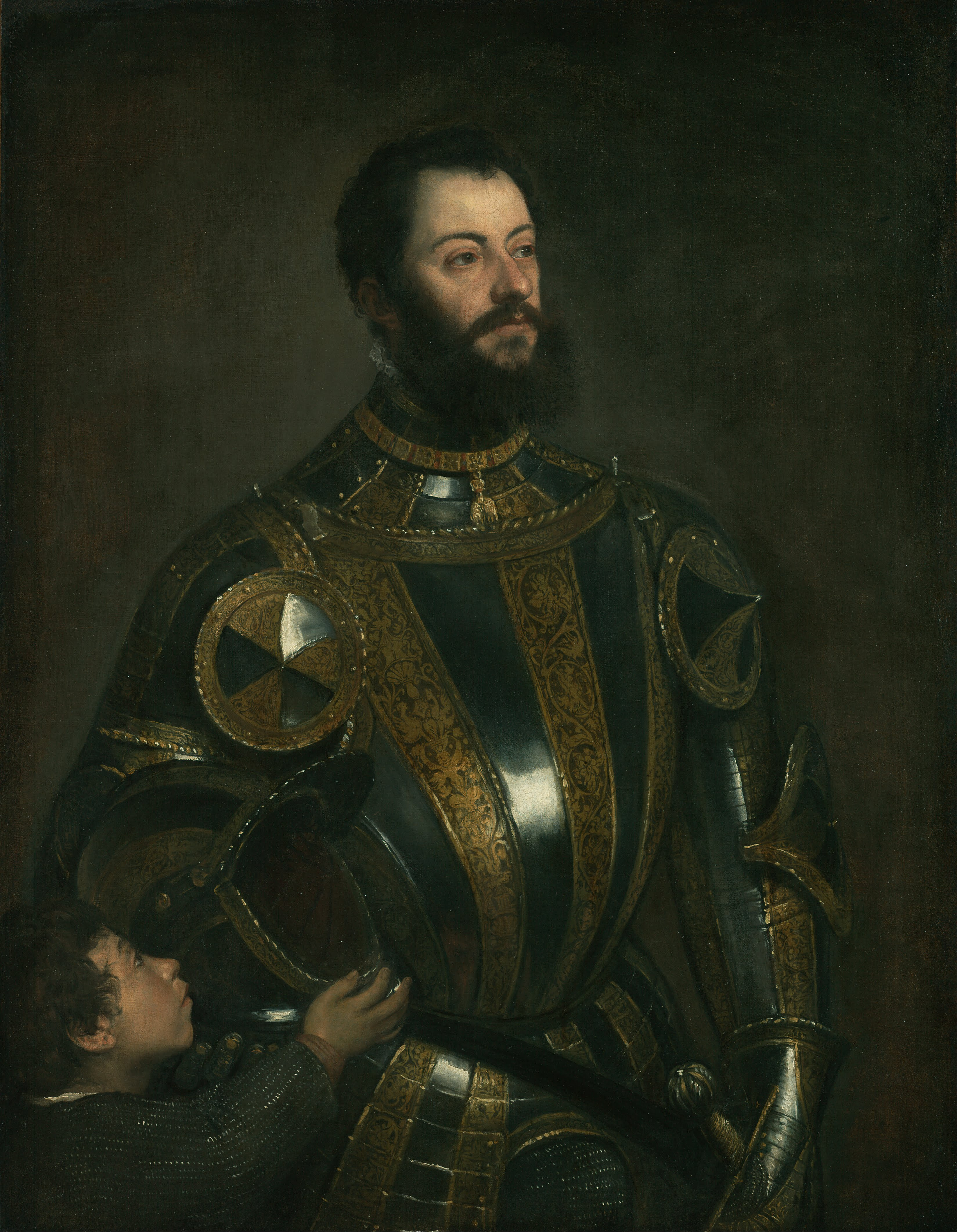
Portrait d'Alfonso de Ávalos, marquis del Vasto, en armure avec son page (huile sur toile du Titien, vers 1533).

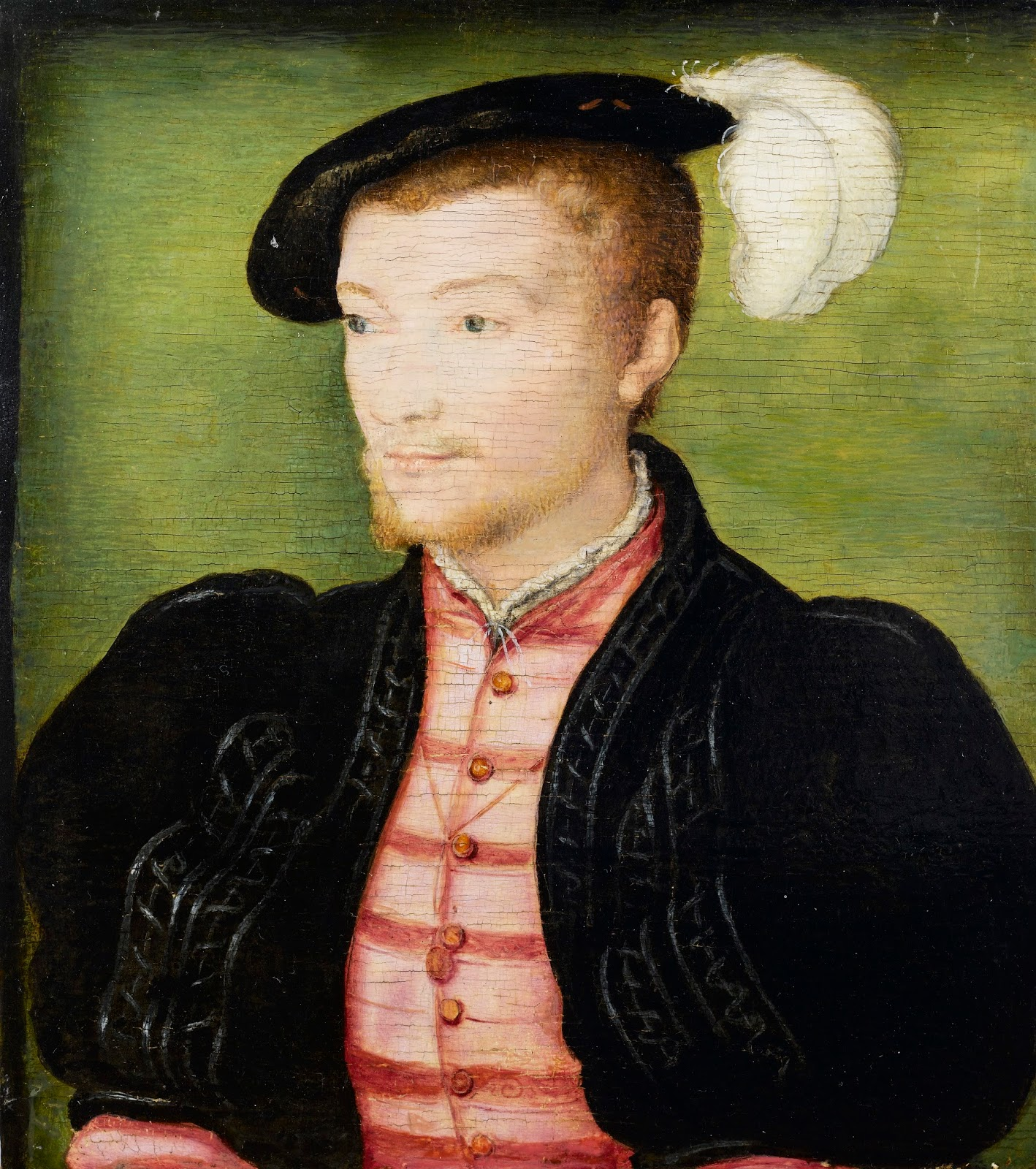
Portrait de François de Bourbon-Vendôme par Corneille de Lyon, vers 1540.

Alors que les deux armées prennent leurs quartiers d'hiver, François Ier relève Boutières de son commandement et nomme à sa place François de Bourbon-Vendôme, comte d'Enghien, un prince encore dépourvu d'expérience militaire. Il dépêche en outre des renforts vers le Piémont : plusieurs lances, quelques compagnies de fantassins du Dauphiné et du Languedoc, et des piquiers de Gruyères. En janvier 1544, Enghien met le siège devant Carignan, défendue par la garnison de Pirro Colonna.
Les Français estiment que le marquis d'Ávalos sera forcé de porter secours à la ville assiégée, et qu'il est ainsi possible de le contraindre à une bataille rangée ; mais de telles batailles étant désormais jugées aléatoires, Enghien préfère dépêcher Blaise de Monluc auprès du roi pour faire approuver son plan.
Apparemment, Monluc parvient à convaincre François Ier (sous réserve, cependant, que les capitaines du comte d'Enghien approuvent l'attaque) contre les avis du comte de Saint-Pol, lequel observe qu'une défaite exposerait la France à une invasion par le marquis d'Àvalos au moment même où Charles Quint et Henri VIII d'Angleterre s'en prennent à la Picardie. Monluc, en retournant en Italie, amène avec lui une centaine de jeunes nobles volontaires, dont le jeune Gaspard de Coligny.
Ávalos, qui attendait l'arrivée d'une troupe de lansquenets expédiée par Charles Quint, se met en route d'Asti vers Carignan. Son armée compte de 12 500 à 18 000 fantassins, parmi lesquels environ 4 000 arquebusiers et mousquetaires, mais il n'a pu réunir qu'entre 800 et 1 000 cavaliers, dont moins de 200 forment la cavalerie lourde. Ávalos admet la relative faiblesse de sa cavalerie mais considère qu'elle est compensée par l'expérience de son infanterie et le grand nombre d'arquebusiers dans ses rangs.
Enghien, prévenu de l'arrivée des Impériaux, laisse quelques troupes faire le blocus de Carignan et rassemble le reste de son armée à Carmagnole afin de barrer la route de Carignan à Ávalos. La cavalerie française, qui surveille discrètement les mouvements de l'armée adverse, découvre que les Impériaux se dirigent droit sur les positions françaises. Le 10 avril, Ávalos occupe le village de Ceresole Alba, à environ 8 km au sud-est des Français. Les officiers d'Enghien pressent celui-ci d'attaquer immédiatement mais Enghien est déterminé à combattre sur le terrain qu'il a choisi. Le matin du 11 avril, les Français quittent Carmagnole pour prendre position à 5 km au sud-est et attendent l'arrivée de l'armée adverse. Enghien et Montluc pensent que le terrain dégagé donnera à la cavalerie française un avantage significatif. L'armée française se compose d'environ 11 000 à 13 000 fantassins, 600 chevau-légers et de 900 à 1 250 cavaliers lourds ; les deux armées ont chacune environ 20 pièces d'artillerie. La bataille arrive à point nommé pour Enghien car ses mercenaires suisses menaçaient de rentrer chez eux s'ils n'étaient pas payés et l'annonce de la bataille imminente a permis de faire regagner le calme dans leurs rangs.

## La bataille

### Ordre des troupes
Les troupes d'Enghien prennent position sur une ligne de crête plus élevée au centre que sur les ailes, si bien que les deux ailes françaises ne peuvent se voir l'une l'autre. L'armée française est ordonnée de façon traditionnelle : le corps de bataille, l’avant-garde et l’arrière-garde avaient respectivement pris position au centre, à l'aile droite et à l'aile gauche du front. À l'extrémité de l'aile droite française a pris position un corps de cavalerie légère composé des trois compagnies des capitaines de Thermes, Bernadino et Mauré, soit près de 500 cavaliers. Ils sont flanqués des fantassins de Jean de Taix, près de 4 000 hommes, et, plus à gauche encore, d'un escadron de 80 gens d'armes commandés par Boutières, commandant en titre de l'aile droite française. Le centre français comporte treize compagnies de vétérans suisses, près de 4 000 fantassins emmenés par Wilhelm Frülich de Soleure et un capitaine du nom de Saint-Julien ou baron de Hohensax. Saint-Julien commande six compagnies, et Wilhelm Frülich les sept autres. À leur gauche, le comte d'Enghien commande trois compagnies de chevaliers, un escadron de cavalerie légère, et les jeunes chevaliers venus de Paris, soit au total près de 450 cavaliers, ou 45 lances. L'aile gauche consiste en deux colonnes de fantassins, soit 3 000 hommes levés dans la région de Gruyères et 2 000 Italiens, tous commandés par Descroz. À l’extrémité gauche, 400 archers montés sont déployés comme cavalerie légère ; ils sont commandés par Dampierre, qui a la responsabilité de toute l'aile gauche des Français.
Les lignes des Impériaux sont en position sur une crête parallèle à celle des Français. À l'extrémité de son aile gauche, face aux chevaliers de de Thermes, se tiennent 300 cavaliers florentins commandés par Rodolfo Baglioni ; ils sont appuyés sur leur droite par 6 000 fantassins italiens sous les ordres de Ferrante Sanseverino, prince de Salerne. 7 000 lansquenets sous les ordres d'Eriprando Madruzzo (en) tiennent le centre. À leur droite, le marquis d'Ávalos et 200 chevaliers commandés par Carlo Gonzaga (en). L'aile droite des Impériaux compte environ 5 000 fantassins allemands et espagnols commandés par Raimond de Cardona ; ils sont appuyés sur leur droite par les 300 cavaliers italiens de Philippe Charles II de Lannoy, prince de Sulmona.

### Mouvements de troupes
Comme les troupes du général de Ávalos, venues de Cérisoles, arrivent sur le champ de bataille, les deux armées cherchent à tromper l'adversaire sur leur effectif et leurs positions : ainsi le comte d'Enghien ordonne aux Suisses de se coucher derrière la ligne de crête, cependant que seule l'aile gauche des Impériaux est visible des Français. Ávalos dépêche des escouades d'arquebusiers pour tenter de débusquer les ailes des Français ; Enghien, de son côté, détache près de 800 arquebusiers emmenés par Monluc pour gêner la progression des Impériaux. L'arquebusade entre les deux camps dure près de quatre heures. « C'était », écrit Martin du Bellay, témoin de cet engagement, « un assez joli spectacle pour tous ceux qui étaient à couvert et sans ordres, car ils usèrent de toutes les ruses et stratagèmes de la guérilla ». » Lorsque la position et la taille des deux armées est reconnue, Enghien et Ávalos mettent leur artillerie en batterie. La canonnade qui s'ensuit dure plusieurs heures, mais n'a guère de résultat du fait de l'espace et des abris disponibles aux soldats des deux camps.

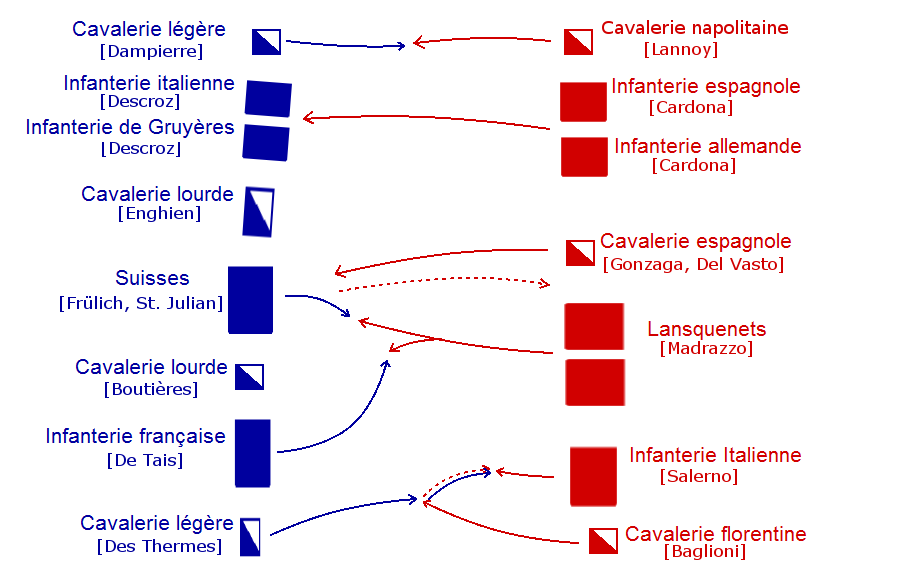
Première phase de la bataille, marquée par l'assaut des Impériaux, la déroute de la cavalerie florentine, l'enfoncement des rangs des lansquenets, la charge puis la retraite de la chevalerie espagnole.

L'arquebusade prend fin avec la charge de la cavalerie impériale sur les arquebusiers français ; Montluc sollicite l'assistance de de Thermes, qui fait donner tous ses escadrons légers. Ávalos, voyant le mouvement des Français, ordonne à ses troupes d'avancer sur toute la largeur du front. À l'extrémité sud du champ de bataille, la cavalerie légère française repousse les Florentins du régiment Baglioni sur les lignes de Sanseverino et entreprend de charger directement les colonnes d'infanterie. Mais la formation italienne tient bon, et de Thermes lui-même, blessé, est capturé ; pourtant, lorsque enfin Sanseverino a remis les troupes en ordre de progression, le combat au centre est terminé.

### Le choc
L'infanterie française (essentiellement formée de Gascons) descend à présent vers Sanseverino. Monluc, remarquant que la confusion dans les rangs italiens les a réduits à l'inaction, suggère que le sieur de Tais attaque d'abord la colonne lansquenette de Madruzzo ; cet avis est suivi, et la formation française oblique vers la gauche pour prendre en tenaille les lansquenets. Madruzzo réagit en divisant ses troupes en deux groupes, l'un parant l'attaque de flanc des Français tandis que l'autre reprend la progression vers le haut de la colline pour en découdre avec les mercenaires suisses.

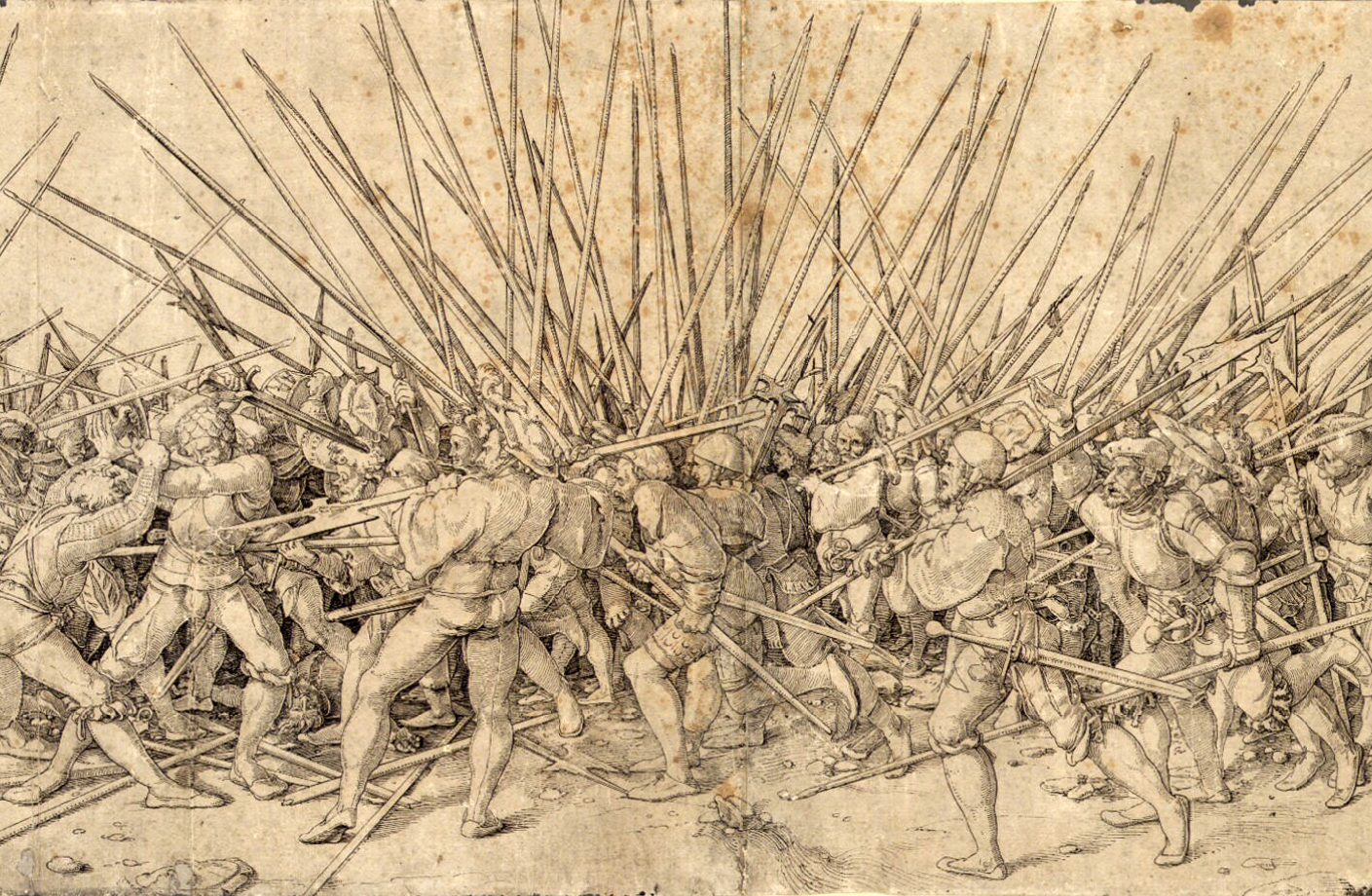
Choc de mercenaires suisses et de lansquenets (gravure de Hans Holbein le Jeune, début du XVIe siècle).

L'infanterie, dans les deux camps, a adopté une formation mêlant arquebusiers et piquiers, les armes à feu étant disséminées au sein de larges formations de piquiers. Cette combinaison de piques et de mousquets rend le combat rapproché extrêmement sanglant. Les formations d'infanterie mixtes comprennent normalement des pelotons d'arquebusiers et de piquiers bien distincts, les armes à feu appuyant une colonne centrale de piquiers ; mais à Cérisoles, l'infanterie française consiste en un premier rang de piquiers, suivi immédiatement par un rang d'arquebusiers ayant reçu l'ordre de soutenir leur feu jusqu'à ce que les deux colonnes entrent au contact. Montluc, qui affirme avoir mis au point cette formule, écrit à ce propos :

« De cette manière, nous devions tuer tous leurs capitaines au premier rang. Mais nous avons constaté qu'ils étaient tout aussi ingénieux que nous-mêmes, car derrière leur première ligne de piques ils avaient rangé leurs arquebusiers. Aucune des deux parties n'ouvrit le feu avant le choc, puis il se fit une grande tuerie : tous les coups portaient, de sorte que le premier rang de chaque camp fut décimé. »

Les Suisses, en voyant les Français engager l'une des colonnes de lansquenets, descendent à la rencontre de l'autre colonne, qui monte lentement à l'assaut du coteau. Les deux corps d'infanterie restent au contact jusqu'à ce que l'escadron de cavalerie lourde de Boutières charge les lansquenets par le flanc, rompant leur formation et leur progression vers la crête. La cavalerie lourde impériale, qui tient l'aile droite des lansquenets, et qui a reçu du général de Ávalos l'ordre d'attaquer les Suisses, prend la fuite devant le barrage des piques et se replie à l'arrière, laissant capturer Carlo Gonzaga.
Les Suisses et les Gascons massacrent le reste des lansquenets (dont l'ordre serré empêche une retraite suffisamment rapide) qui tentent de se replier. La route de Cérisoles est jonchée de cadavres. Les Suisses, en particulier, désireux de venger les mauvais traitements infligés à la garnison suisse de Mondovì en novembre précédent, ne font pas de quartier. La plupart des officiers lansquenets trouvent la mort, et si les estimations de l'époque exagèrent sans doute le nombre de morts, il est clair qu'à la suite de ce combat, l'infanterie allemande cesse d'exister en tant qu'unité combattante. Sanseverino, voyant la tournure prise par les combats, décide que la bataille est perdue et fait retraite sur la place forte d'Asti avec l'essentiel de l'infanterie italienne et les vestiges de la cavalerie florentine de Baglioni. Quant à la cavalerie légère française, elle se met en chasse des fuyards lansquenets.

### Combats au nord
À l'extrémité nord du champ de bataille, les événements prennent une tournure très différente. Dampierre met la compagnie de cavalerie légère de Lannoy en déroute, tandis que les Italiens et les contingents de Gruyères rompent les rangs et fuient, laissant leurs officiers se faire tuer. Comme les régiments d'infanterie de Cardona débordent les lignes françaises, le comte d'Enghien fait donner toute sa cavalerie lourde. L'engagement a lieu sur la contre-pente de la crête, à l'insu des autres combattants.

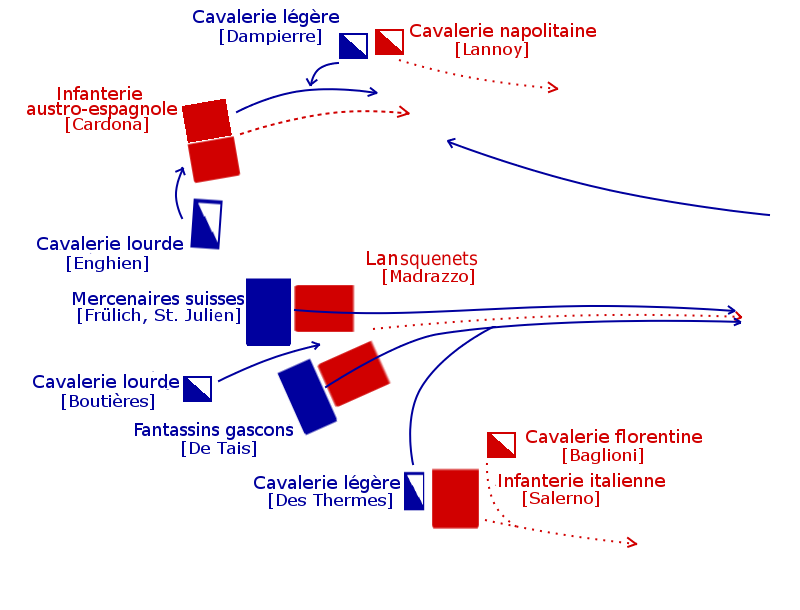
Seconde phase de la bataille : déroute de la cavalerie napolitaine et des lansquenets, repli de Sanseverino, charges successives de la cavalerie du comte d'Enghien, retraite de l'infanterie austro-espagnole, et retour des fantassins français et suisses depuis Cérisoles.

À la première charge, la cavalerie d'Enghien pratique une brèche dans la formation impériale, la traverse de bout en bout perdant dans cette action une bonne partie des jeunes chevaliers volontaires de la cour. Comme les rangs des hommes de Cardona se referment, la cavalerie française fait volte-face et charge à revers sous des tirs d'arquebuse nourris, une action plus meurtrière encore, sans parvenir à briser la colonne impériale. Enghien, désormais rejoint par la cavalerie légère de Dampierre, entreprend une troisième charge, aussi peu décisive que les précédentes, et qui ne laisse qu'une centaine de gens d'armes en vie. Selon Monluc, Enghien croit alors la bataille perdue et pense à se poignarder quand Saint-Julien, le commandant suisse, débouche du centre du champ de bataille et fait connaître que les forces impériales ont été mises en déroute.
La nouvelle de la défaite des lansquenets parvient à Cardona à peu près en même temps qu'à Enghien ; les Impériaux se replient vers leurs positions initiales. Enghien les poursuit avec le reste de sa cavalerie et reçoit bientôt le renfort d'arquebusiers montés italiens, en garnison à Racconigi et qui ont rejoint le champ de bataille au son des premiers coups de canon. Ces arquebusiers, qui mettent pied à terre pour faire feu et se remettent en selle ensuite, harcèlent suffisamment la colonne impériale pour ralentir sa retraite. Pendant ce temps, l'infanterie française et suisse victorieuse au centre, après avoir atteint Cérisoles, fait demi-tour et rejoint le champ de bataille. Monluc, qui est avec eux, écrit :

« Après avoir entendeu ce que Monsieur d'Anguien nous mandoit, incontinent la bataille des Suisses et la nostre tournasmes devers Monsieur d'Anguien : et ne viz jamais deux batailles si tost reffaictes, car de nous-mesmes nous mismes en bataille en cheminant, et allions toujours joinctz cousté à cousté. Les ennemis, qui s'en alloinct le grand pas, tirant toujours harcquebuzades, faizoinct tenir nostre cavalerie à la largue ; nous commensa à descouvrir, et comme ilz virent que nous leur estions à quatre ou cinq cens pas, et la cavalerie sur le devant, qui les vouloinct charger, ilz jectarent les picques, se jectans entre les mains de la cavalerie. Les ungs en thuoinct, et d'autres en sauvoinct, y en ayant tel qu'en avoict plus que quinze ou vingt entour de luy, les fuyans toujours de la presse, pour crainte de nous autres qui voulions tout esgorger. »

Peut-être la moitié des fantassins autrichiens périssent alors qu'ils tentent de se rendre ; le reste, soit environ 3 150 hommes, sont faits prisonniers. Quelques-uns, dont le baron de Seisneck, qui commande les fantassins allemands, parviennent à s'échapper. Le comte d'Enghien récompense Wilhelm Frülich de sa conduite, et l'ordonne chevalier sur le champ de bataille.

## Conséquences
Pour l'époque, le nombre de tués, environ 28 % de l'effectif engagé, est inhabituellement élevé. Les contemporains évaluent le nombre de morts entre 5 000 et 6 000 dans les rangs des troupes impériales, bien que de source française on trouve des chiffres aussi élevés que 12 000 morts. Un grand nombre d'officiers périssent, en particulier chez les lansquenets ; la plupart de ceux qui survivent, comme Raimond de Cardona, Carlo Gonzaga, et Eriprando Madruzzo, sont faits prisonniers. Le nombre des victimes françaises, plus réduit, ne peut toutefois être inférieur à 1 500-2 000 morts. La plupart sont des officiers des régiments d'infanterie gascons et de Gruyères, et un nombre important des gens d'armes menés par le comte d'Enghien. Le seul prisonnier français de marque est Paul de La Barthe de Thermes, qui, désarçonné, est encerclé pendant le repli des fantassins italiens du régiment de Sanseverino.
Malgré la désintégration de l'armée impériale, cette bataille n'a pas de conséquence stratégique en Italie même. Sur instruction de François Ier, l'armée française est chargée de reprendre d'abord la place de Carignan, que le gouverneur Colonna parvient encore à défendre plusieurs semaines de suite ; peu après sa reddition, Enghien doit renvoyer 23 compagnies de fantassins italiens et gascons ainsi que près de la moitié de sa cavalerie en Picardie, envahie par Charles Quint depuis les Pays-Bas espagnols. Privé des effectifs suffisants, Enghien n'essaie pas d'attaquer Milan ; d'Àvalos, entretemps, met en déroute des troupes de relève italiennes menées par Pierre Strozzi et le comte de Pitigliano lors de la bataille de Serravalle. On revient ainsi à un statu quo sur le théâtre d'opération italien.

## Historiographie

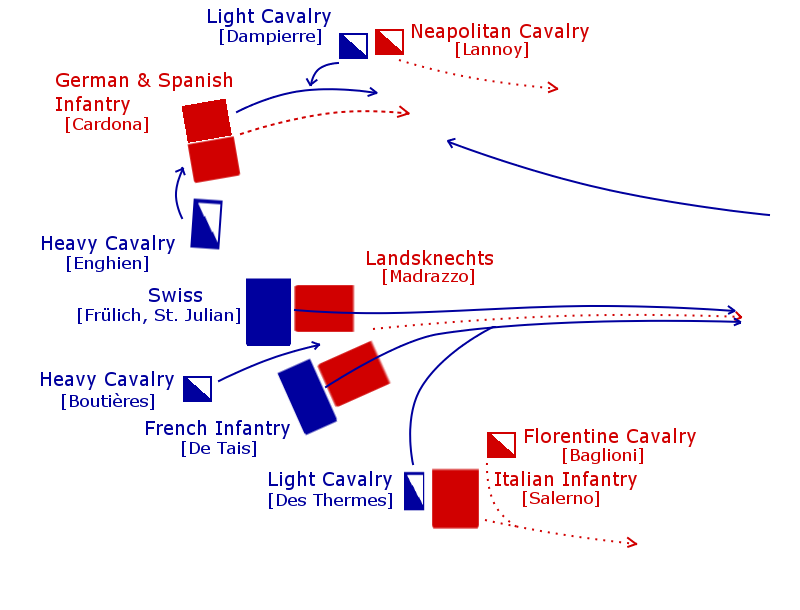
Carte illustrant la fin de la bataille, avec les troupes françaises en bleu, et les troupes impériales en rouge.

Plusieurs récits d'époque de la bataille nous sont parvenus. Parmi les chroniqueurs français, il y a d'abord les narrations détaillées de Martin du Bellay et de Blaise de Monluc, qui tous deux assistèrent au combat. Le sieur de Tavannes, qui accompagnait le comte d'Enghien, fournit quelques anecdotes dans ses Mémoires. Cependant, le récit le plus détaillé est celui de Paolo Giovio, qui donne le point de vue des Impériaux. Quoiqu'entaché de confusions avec d'autres relations des évènements, l'historien anglais Charles Oman y trouve « des remarques utiles sur certains aspects négligés des observateurs français ».
Les spécialistes d'histoire militaire se sont surtout intéressés à ce combat pour le rôle qu'y a joué l'armement individuel et le carnage qui s'est produit sur les lignes centrales. L'ordre serré selon lequel piquiers et arquebusiers furent rangés a été jugé a posteriori trop coûteux et ne fut plus suivi avant longtemps. Lors des batailles ultérieures, on utilisa les arquebuses pour les combats d'escarmouche ou en appui à l'aile de grandes formations de piquiers. La bataille de Cérisoles montre également qu'encore à cette époque, la cavalerie lourde conserve son rôle traditionnel sur les champs de bataille. Malgré l'échec des charges du comte d'Enghien au nord (selon Bert Hall, les Français croyaient toujours à l'efficacité de la cavalerie lourde pour rompre les rangs de fantassins), il n'en reste pas moins que quelques gens d’armes avaient suffi à mettre en déroute les colonnes de lansquenets déjà aux prises avec les mercenaires suisses. Hormis son utilité tactique, la cavalerie joue un rôle évident dans la conclusion du combat, car les gens d'armes français étaient les seuls officiers pouvant recevoir une proposition de cesser le combat de l'ennemi : les fantassins français et les mercenaires suisses, en effet, combattaient à outrance et d'ordinaire ne faisaient pas de prisonniers. Selon Hall, la cavalerie était « presque naturellement portée aux pourparlers ».

## Postérité
En 1884, une rue du nouveau quartier François Ier dans le 8e arrondissement de Paris est baptisée rue de Cérisoles. Le canon Lacan, pris aux Espagnols par les armées royales, fut donné à la ville royale de Saint Paul - Saint-Paul de Vence aujourd’hui - où il fut placé dans la muraille près de la Porte de Vence, après que les Vençois avaient tenté de le voler après avoir reçu une bordée de noyaux de cerises tirés par le célèbre canon.

#### Sources primaires

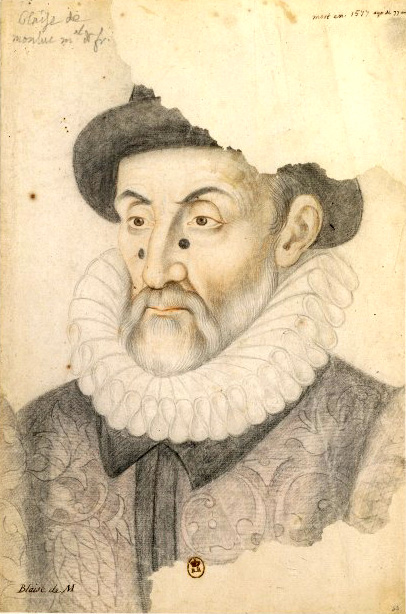
Portrait de Blaise de Monluc. Dessin extrait du recueil des Portraits dessinés de la Cour de France, Bibliothèque nationale de France.

- Blaise de Monluc, Commentaires (1521-1576), Paris, Gallimard, coll. « Bibliothèque de la Pléiade », 1964 (réimpr. édition de Paul Courteault).
- Martin du Bellay, Mémoires de Martin et Guillaume du Bellay, Paris, Société de l'histoire de France, 1908–1919 (réimpr. V. L. Bourrilly et F. Vindry), 865 p., 4 vol..
- (la) Paul Jove, Pauli Iovii Opera, vol. 3 : Historiarum sui temporis, Rome, D. Visconti, 1957, partie 1.
- Gaspard de Saulx, Mémoires de très noble et très illustre Gaspard de Saulx, seigneur de Tavanes, Mareschal de France, admiral des mers de Levant, Gouverneur de Provence, conseiller du Roy, et capitaine de cent hommes d'armes, Fourny, château de Lugny, 1653.
- Lordonnance de la bataille faicte a Syrizoles en Piedmond, avec la deffaicte des Espaignolz. Avec le nombre des capitaines, tant prins que tuez, 1544, in-8 (BNF 35946291).
- La Victoire & grande desconfiture faicte par monsieur Danguyen aux Hespaignolz devant Carignant au pays de Piemond. Avec plusieurs aultres villes circonvoisines : prinses par ledict seigneur Danguyen, 1544, in-8 (BNF 35946342).
- La Deffaicte des Espaignolz en Piedmont : Autres lettres de la deffaicte des Espaignolz a Syrizoles, 1544, in-8 (BNF 35946140).

#### Sources secondaires
- (en) Thomas F. Arnold, The Renaissance at War : Smithsonian History of Warfare, New York, John Keegan, coll. « Smithsonian Books / Collins », 2006, 240 p. (ISBN 0-06-089195-5)
- (en) Jeremy Black, « Dynasty Forged by Fire », MHQ: The Quarterly Journal of Military History, vol. 18, no 3,‎ printemps 2006, p. 34–43 (ISSN 1040-5992).
- (en) Wim Blockmans (trad. Isola van den Hoven-Vardon), Emperor Charles V, 1500–1558, New York, Oxford University Press, 2002 (ISBN 0-340-73110-9).
- Paul Courteault, Blaise de Monluc historien, Paris, Alphonse Picard et Fils, 1908, 865 p..
- (en) Francis Hackett, Francis the First, Garden City, New York, Doubleday, Doran & Co., 1937.
- (en) Bert S. Hall, Weapons and Warfare in Renaissance Europe : Gunpowder, Technology, and Tactics, Baltimore, Johns Hopkins University Press, 1997, 300 p. (ISBN 0-8018-5531-4).
- (en) Robert J. Knecht, Renaissance Warrior and Patron : The Reign of Francis I, Cambridge, Cambridge University Press, 1994 (ISBN 0-521-57885-X).
- Ferdinand Lot, Recherches sur les effectifs des armées françaises des guerres d'Italie aux guerres de religion, 1494–1562, Paris, École Pratique des Hautes Études, 1962, 865 p.
- (en) Charles Oman, A History of the Art of War in the Sixteenth Century, Londres, Methuen & Co., 1937.
- (en) Phillips, Charles et Alan Axelrod, Encyclopedia of Wars, vol. 2, New York, Facts on File, 2005 (ISBN 0-8160-2851-6).